# Motleyia
Motleyia  es un género de plantas con flores perteneciente a la familia de las rubiáceas. Incluye una sola especie: Motleyia borneensis J.T.Johanss. (1987).
Es nativo de Borneo.